# Скребловское сельское поселение
Скребловское сельское поселение — муниципальное образование в составе Лужского муниципального района Ленинградской области.
Административный центр — посёлок Скреблово.

## География
Поселение расположено в южной части района.
По территории поселения проходят автодороги:
- Р23 «Псков» (E 95, Санкт-Петербург — граница с Белоруссией)
- 41К-143 (Бор — Югостицы)
- 41К-144 (Киевское шоссе — Невежицы)
- 41К-146 (Городок — Серебрянский)
- 41К-252 (Киевское шоссе — Бутковичи)
- 41К-676 (подъезд к дер. Заорешье)
- 41К-677 (подъезд к дер. Госткино)
- 41К-682 (подъезд к дер. Новая Серёдка)
- 41К-684 (Киевское шоссе — Череменец)

Расстояние от административного центра поселения до районного центра — 18 км.

## История
В начале 1920-х годов в составе Передольской волости Лужского уезда был образован Бутковский сельсовет с центром в деревне Бутковичи. 
В августе 1927 года Бутковский сельсовет вошёл в состав Лужского района Ленинградской области. 
В ноябре 1928 года в состав Бутковского сельсовета вошёл ликвидированный Госткинский сельсовет. 
По данным 1936 года деревня Госткино являлась центром Бутковского сельсовета. 
9 октября 1959 года в состав Бутковского сельсовета вошла большая часть  упразднённого Наволокского сельсовета, 8 января 1965 года — Великосельский сельсовет. 
По данным 1966 года центром Бутковского сельсовета являлась деревня Голубково. 
По данным 1973 года Бутковский сельсовет был переименован в Скребловский сельсовет. 
По данным 1990 года центр Скребловского сельсовета перенесён в посёлок Скреблово.
18 января 1994 года постановлением главы администрации Ленинградской области № 10 «Об изменениях административно-территориального устройства районов Ленинградской области» Скребловский сельсовет, также как и все другие сельсоветы области, был преобразован в Скребловскую волость.
1 января 2006 года в соответствии с областным законом № 65-оз от 28 сентября 2004 года «Об установлении границ и наделении соответствующим статусом муниципального образования Лужский муниципальный район и муниципальных образований в его составе» было образовано Скребловское сельское поселение, в состав которого вошли территории бывших Скребловской и Межозерной волостей.

## Демография
| 2006  | 2010  | 2011  | 2012  | 2013  | 2014  | 2015  |
| ----- | ----- | ----- | ----- | ----- | ----- | ----- |
| 3200  | ↘3186 | ↘3173 | ↗3218 | ↘3199 | ↘3154 | ↗3157 |
| 2016  | 2017  | 2018  | 2019  | 2020  | 2021  | 2023  |
| ↗3162 | ↘3140 | ↘3110 | ↘3036 | ↘2988 | ↘2877 | ↘2827 |
| 2024  | 2025  |       |       |       |       |       |
| ↘2821 | ↘2811 |       |       |       |       |       |

## Состав сельского поселения
| №  | Населённый пункт        | Тип населённого пункта          | Население    |
| -- | ----------------------- | ------------------------------- | ------------ |
| 1  | Александровка           | деревня                         | ↘7 (2017)    |
| 2  | Боднево                 | деревня                         | →0 (2017)    |
| 3  | Большие Шатновичи       | деревня                         | ↗76 (2017)   |
| 4  | Брод                    | деревня                         | ↘51 (2017)   |
| 5  | Бутковичи               | деревня                         | ↘11 (2017)   |
| 6  | Ванино Поле             | деревня                         | ↗12 (2017)   |
| 7  | Великое Село            | деревня                         | ↘14 (2017)   |
| 8  | Голубково               | деревня                         | ↘41 (2017)   |
| 9  | Госткино                | деревня                         | ↗62 (2017)   |
| 10 | ГЭС-1                   | местечко                        | ↘0 (2017)    |
| 11 | Домкино                 | деревня                         | ↗107 (2017)  |
| 12 | Задубье                 | деревня                         | ↘5 (2017)    |
| 13 | Заорешье                | деревня                         | ↘47 (2017)   |
| 14 | Заречье                 | деревня                         | ↗9 (2017)    |
| 15 | Калгановка              | деревня                         | ↘182 (2017)  |
| 16 | Красный Октябрь         | деревня                         | ↘4 (2017)    |
| 17 | Малые Шатновичи         | деревня                         | ↘7 (2017)    |
| 18 | Межозёрный              | посёлок                         | ↗588 (2017)  |
| 19 | Наволок                 | деревня                         | ↘148 (2017)  |
| 20 | Надевицы                | деревня                         | ↘16 (2017)   |
| 21 | Невежицы                | деревня                         | ↘1 (2017)    |
| 22 | Новая Серёдка           | деревня                         | ↘30 (2017)   |
| 23 | Новый Брод              | деревня                         | ↘18 (2017)   |
| 24 | Петровская Горка        | деревня                         | ↗30 (2017)   |
| 25 | Раковичи                | деревня                         | ↗70 (2017)   |
| 26 | Рассохи                 | деревня                         | ↗7 (2017)    |
| 27 | Репьи                   | деревня                         | ↗26 (2017)   |
| 28 | Санаторий «Красный Вал» | местечко                        | ↘73 (2017)   |
| 29 | Скреблово               | посёлок, административный центр | ↗1322 (2017) |
| 30 | Старая Серёдка          | деревня                         | ↘176 (2017)  |
| 31 | Чайково                 | деревня                         | →0 (2017)    |
| 32 | Череменец               | местечко                        | ↘6 (2017)    |
| 33 | Югостицы                | деревня                         | ↗50 (2017)   |

## Археология
На мысу восточного берега озера Врево на южной окраине деревни Заорешье находится городище Заорешье-1.
В урочище Священна на мысу западного берега озера Врево к северо-западу от деревни Большое Конезерье находится городище Большое Конезерье-6.
В деревне Петровская Горка (бывший Погост Петровский) на береговом мысу у южной оконечности Череменецкого озера находится городище Петровская Горка-1.